# Kim Novak
Kim Novak, rodným jménem Marilyn Pauline Novak (* 13. února 1933) je americká filmová a televizní herečka a také malířka. 

## Původ
Narodila se v Chicagu do rodiny českého původu. Otec Joseph Albert Novak (1898–1987) byl synem Franka Novaka, rozeného Františka (27. listopadu 1872 Tukleky č. 30 – 1942) a Pauline Novak, rozené Charvátové (5. května 1876 Pražské předměstí č. 113, České Budějovice – 1948). Matka Kim Novak, Blanche Novak, rozená Kral (1907–1984) byla dcerou Adolfa A. Krale (1882–1948) a Frances Kral, rozené Danek. Otec Adolfa Krale, František Král se narodil 11. května 1858 v obci Rodná nedaleko Tábora a matka Anna Kral, rozená Brázdová (1850–1937) se narodila v obci Načeradec, poblíž hory Blaník. 

## Filmová kariéra
Ve filmu hrála poprvé v roce 1954. Získala malou roli ve filmu French line v produkci RKO. Ve stejném roce hrála ještě ve snímcích Pushover a Phffft!. Velký úspěch zaznamenala o rok později ve filmu Piknik. V následujících letech se objevila například ve snímcích Muž se zlatou paží (1955), The Eddy Duchin Story (1956), Přítel Joey (1957) a Zvon, kniha a svíčka (1958). 
Její největší role byly postavy dvou žen, Madeleine a Judy, v thrilleru Vertigo režiséra Alfreda Hitchcocka z roku 1958.
Po roce 1966 se začala z filmového světa dobrovolně stahovat. Přispělo k tomu mnoho okolností, mj. zkáza jejího domu v Los Angeles při velkém sesuvu půdy. Víc než k filmovému plátnu ji to táhlo k malování obrazů. Přesto ještě několikrát hrála, hlavně v televizních inscenacích.
V roce 1974 se seznámila s veterinářem, který ošetřoval jejího koně na farmě v Oregonu. O šest let mladší Robert Malloy a Kim Novak uzavřeli sňatek v roce 1976 a zůstali spolu až do jeho smrti v roce 2020.
V březnu 2015 navštívila Česko. Vystavovala své obrazy v pražském Strahovském klášteře. Její předci pocházeli z jihočeské vesnice Tukleky na Písecku.
V roce 2025 obdržela na filmovém festivalu v Benátkách cenu Zlatého lva za celoživotní dílo. 